# Pauwenkers
De pauwenkers (Ixora coccinea) is een plant uit de sterbladigenfamilie (Rubiaceae). Het is een sterk vertakte, bossige struik, die zelden hoger dan 1,5 m wordt, maar zes m hoog kan worden. De bladeren zijn tegenoverstaand, eirond tot langwerpig, 5-10 × 2-5 cm groot, glanzend groen, kort toegespitst met een afgeronde tot hartvormige voet en hebben een zeer korte bladsteel.
De bloemen groeien in dichte, rijkbloemige, vlakke of gewelfde bloemschermen. De bloemknoppen zijn gespitst. De bloemen zijn meestal helderrood en bestaan uit een bloemkroon met een 2,5-4,5 cm lange kroonbuis en een vlakke zoom met vier of soms vijf spitse kroonslippen. Tussen de kroonslippen steken de meeldraden uit.

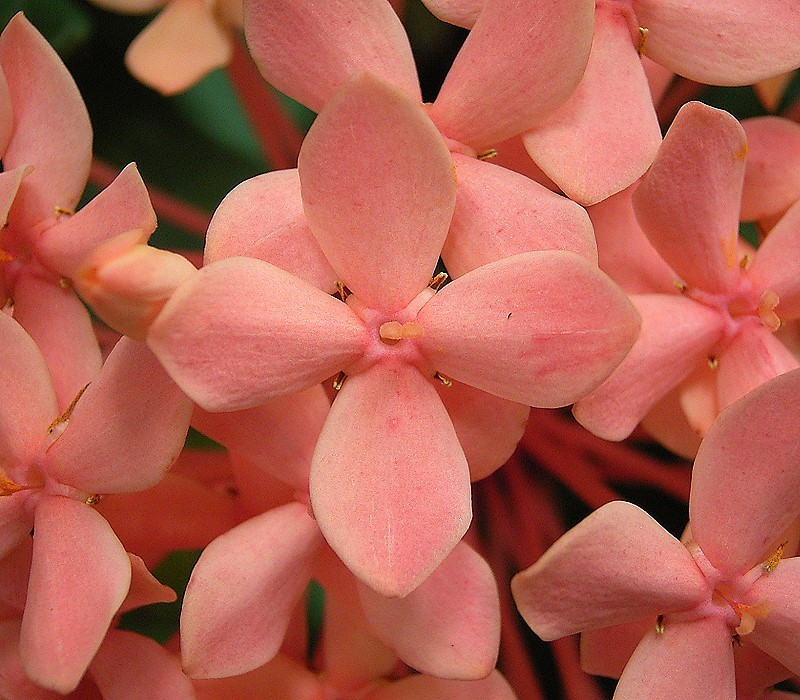
Bloemen

De vruchten zijn rijp donkerrode, erwtgrote steenvruchten die één of twee zaden bevatten en worden gekroond door de vier kelkbladeren.
De pauwenkers komt van nature voor in India, maar wordt in de tropen veel in tuinen gekweekt. Naast de wilde vorm met helderrode bloemen bestaan er ook vormen met oranje of gele bloemen. De bloemschermen kunnen als snijbloem op een vaas worden gezet. Ook worden ze verwekt in bloemenoffers bij boeddhistische tempels.
Suriname kent de fel rode pauwenkers onder de naam fayalobi, die de Hindoestanen uit India naar Suriname hebben meegenomen; deze bloem is uitgegroeid tot de populairste bloem van Suriname.